# Codename: Panzers – Cold War
Codename: Panzers – Cold War là một game chiến lược thời gian thực do hãng InnoGlow phát triển và Atari phát hành vào năm 2009. Một phần tiếp theo của Codename: Panzers trước đây được phát triển bởi hãng Stormregion software và do 10tacle phát hành trước khi cả hai công ty đều bị phá sản vào năm 2008. Tuy nhiên, Codename Panzers: Cold War vẫn không tách rời quá xa so với cuộc chiến thảm khốc toàn cầu lần thứ 2 trong lịch sử nhân loại. Trò chơi khai thác cuộc bao vây quân sự Berlin năm 1949 và từ đó phát triển thành một hướng đi khác so với những sự kiện thật diễn ra trong lịch sử.

## Cốt truyện
Sau chiến tranh thế giới thứ hai, nước Đức bị thành bốn khu vực chiếm đóng tạm thời. Ngoài ra, thủ đô nước Đức của Berlin cũng bị chia thành bốn khu vực: khu Pháp - Anh - Mỹ và khu vực Liên Xô. Vấn đề là toàn bộ Berlin nằm 100 dặm (160 km) bên trong khu vực chiếm đóng của Liên Xô. Vùng của Liên Xô chuyên về nông nghiệp sản xuất nhiều nguồn cung cấp thực phẩm của Đức, trong khi lãnh thổ của khu vực Anh và Mỹ đã phải dựa vào nhập khẩu lương thực từ trước chiến tranh.
Trong một mục tiêu làm suy yếu vị trí của Anh - Mỹ trong vùng chiếm đóng của họ,và hy vọng họ sẽ rút trong vòng một hoặc hai năm, phía Liên Xô đã thực hiện cuộc phong tỏa Berlin. Sự phong tỏa Berlin diễn ra từ ngày 24 tháng 6 năm 1948 đến ngày 12 tháng 5 năm 1949 là một trong những cuộc khủng hoảng quốc tế lớn đầu tiên của Chiến tranh Lạnh. Liên Xô chặn Đồng Minh phương Tây sử dụng đường sắt, đường bộ vào Berlin. Mục đích của họ là để buộc các cường quốc phương Tây cho phép các khu vực thuộc Liên Xô cung cấp thực phẩm, nhiên liệu cho Berlin do đó cho phép kiểm soát thực tế Liên Xô trên toàn thành phố.
Đáp lại, các nước đồng minh phương Tây đã tổ chức không vận để thực hiện cung cấp cho người dân ở Tây Berlin. Các đội bay Không quân Hoa Kỳ, Anh, Úc, Canada, New Zealand, Nam Phi đã bay hơn 200.000 chuyến bay trong một năm, cung cấp lên đến 4700 tấn hàng thiết yếu hàng ngày như nhiên liệu và thực phẩm đến Berlin. Trong khi Hoa Kỳ và Đồng Minh tiếp tục cung cấp nhiên liệu và thực phẩm đến Berlin bằng cách sử dụng máy bay vận chuyển hàng hóa. Đồng thời, máy bay quân sự của Liên Xô bắt đầu vi phạm không phận Tây Berlin và quấy rối. Ngày 5 tháng 4, một máy bay chiến đấu Liên Xô va chạm với một máy bay vận tải Đồng Minh giết chết tất cả phi hành đoàn trên cả hai máy bay. Thảm họa hàng không này làm trầm trọng thêm căng thẳng giữa Liên Xô và các cường quốc tây khác.

## Lối chơi
Codename: Panzers – Cold War là một tựa game chiến lược thời gian thực tương tự như các bản Codename: Panzers trước đây, ngoại trừ việc nó lấy bối cảnh trong những ngày đầu của cuộc Chiến tranh Lạnh cùng bộ engine đồ họa mới. Trò chơi có các yếu tố tương lai, với một số mặt công nghệ trong game tỏ ra vượt trội hơn những gì có sẵn tại thời điểm không vận Berlin. Game có những lãnh đạo đội hình mạnh mẽ và các đơn vị có thể nâng cấp, những công trình có thể bị phá hủy hoặc chiếm đóng nhằm giành lấy ưu thế với bộ engine vật lý và hệ thống thời tiết chi tiết.
Mảng chiến dịch của Codename: Panzers – Cold War sẽ lần lượt đưa người chơi trải qua 18 màn chơi, trong khi đó ở mục chơi mạng chứa tới hơn 20 bản đồ. Phần chơi cộng tác được hỗ trợ cùng với chế độ team deathmatch và "domination". Hầu hết các màn người chơi sẽ điều khiển quân NATO (trừ 3 màn người chơi phải điều khiển quân Liên Xô). Các trận chiến trong mục chiến dịch được xây dựng khá hấp dẫn khi mà người chơi phải tranh giành các điểm chiến thuật với kẻ thù (mà trong game gọi là prestige flag). Khi người chơi chiếm được một lá cờ thì "điểm uy tín" (prestige) sẽ tăng lên. Chúng được sử dụng như một loại tiền trong game, dùng để bổ sung lực lượng, gọi viện binh hay mua vật phẩm. Người chơi cũng không phải lo về công trình vì các đơn vị quân đến với chiến trường bằng nhiều con đường khác nhau rất hợp lý, ví dụ như đường sắt, đường thủy và thậm chí cả đường hàng không (trực thăng vận).
Khí tài trong game cũng bám sát đúng với lịch sử như Mi-6 của Liên Xô vốn được biết như là loại máy bay trực thăng lớn nhất thế giới, loại máy bay tiêm kích MiG đầu tiên MiG-15 và bản sao F-86 Sabre của Mỹ, một vài xe tăng nổi tiếng vào lúc đó như T-62, IS-10, T-54/55, M48 Patton, M-26 Pershing và các đơn vị thiết giáp khác. Lối chơi của Codename: Panzers – Cold War còn chia sẻ vài tính năng của phiên bản tiền nhiệm. Các đơn vị quân lại cần phải bổ sung nguồn đạn dược liên tiếp mới có thể hoạt động được, và giao diện quá quen thuộc với người chơi của những phiên bản khác trong dòng game.
Tất cả các đơn vị quân trong game đều chính xác về mặt lịch sử trong giai đoạn đó, kể cả nếu một số chỉ mới là mô hình trong thời thật. Game sử dụng hệ thống trang bị để nâng cấp xe cơ giới, và một khi người chơi mua trang bị thì họ có thể thêm nó cho các đơn vị nếu cần. Các chiếc tăng có thể đổi súng để tăng độ chính xác hoặc sức mạnh, còn súng phun lửa sẽ giúp người chơi đánh chiếm các xe cơ giới của kẻ địch. Đồ ngụy trang sẽ giúp quân định khó thấy quân mình hơn, và bảng ra-đa có thể tăng phạm vi phát hiện của người chơi xuyên qua sương mù chiến tranh hơn. Bộ binh được chia thành nhiều loại tổ như các đội súng máy, súng phun lửa, quân y trang bị súng máy hoặc đội bazooka. Người chơi khi đó sẽ cử một lãnh đạo có khả năng đặc biệt cho từng đội. Các trung úy có thể xây tháp canh, các biệt kích đào hố cá nhân, và các chiến sĩ quân y thì dựng các lều cứu thương.
Gần như mọi thứ trong game đều sử dụng được hoặc có thể phá hủy các tòa cao ốc thành trăm mảnh trông rất thực tế, sắt thép bị uốn cong, và thay vì dựa vào hoạt cảnh, thì engine vật lý sẽ coi từng mảnh của tòa nhà là các vật thể hữu hình, tương tác với nhau khi rơi. Binh sĩ của người chơi sẽ sử dụng các điểm che chắn-vật lý một cách thông minh, còn các hiệu ứng thụ động như đêm tối hay mưa gió cũng sẽ ảnh hưởng đến tầm nhìn và tốc độ của họ.

## Khí tài

### NATO
- Tăng hạng nhẹ
  - M41 Walker Bulldog - Tăng hạng nhẹ
- Tăng hạng trung
  - ARL 44 - Tăng hạng trung (Chỉ dành cho phần chơi chiến dịch)
  - M-26 Pershing - Tăng hạng trung (Chỉ dành cho phần chơi chiến dịch)
  - M48 Patton - Tăng hạng trung
- Tăng hạng nặng
  - Cruiser A41 Centurion I - Tăng hạng nặng (Chỉ dành cho phần chơi chiến dịch)
  - M103 - Tăng hạng nặng
  - PzKpfw VI Ausf.E "Tiger I" - Tăng hạng nặng (Chỉ dành cho phần chơi chiến dịch)
- Tăng siêu nặng 
  - PzKpfw VIII "Maus" - Tăng siêu nặng (Chỉ dành cho phần chơi chiến dịch)
- Xe bọc thép 
  - Dodge WC-53 - Xe bọc thép
  - M59 - Xe bọc thép chở quân
- Xe tải
  - Bedford QL - Xe tải (Chỉ dành cho đoạn phim cắt cảnh)
  - Studebaker US6 - Xe tải (Chỉ dành cho phần chơi chiến dịch)
- Xe hơi 
  - Jeep Willys MB - Xe trinh sát (Chỉ dành cho phần chơi chiến dịch)
- Máy bay
  - Grumman HU-16 Albatross - Thủy phi cơ (Chỉ dành cho phần chơi chiến dịch - Không thể điều khiển được)
  - North American F-86 Sabre - Máy bay tiêm kích (Tấn công & Napalm)
- Trực thăng 
  - Bell 201/XH-13F - Trực thăng trinh sát
  - Sikorsky CH-37 Mojave - Trực thăng chở lính
  - Sikorsky CH-54 Tarhe - Trực thăng chở khí tài
  - Sikorsky H-34 Choctaw - Trực thăng chở lính nhảy dù và đồ tiếp tế
- Pháo binh 
  - M50 Ontos - Pháo tự hành chống tăng (Chỉ dành cho phần chơi chiến dịch)
  - M53 Long-Tom 155mm - Pháo tự hành
  - Maxson M55 Quad Gun Trailer - Pháo phòng không (Chỉ dành cho phần chơi chiến dịch)

### Liên Xô
- Tăng hạng nhẹ
  - T-70 - Tăng hạng nhẹ
- Tăng hạng trung
  - Product 416 Lưu trữ ngày 18 tháng 7 năm 2014 tại Wayback Machine - Tăng hạng trung
  - T-54 - Tăng hạng trung (Chỉ dành cho phần chơi chiến dịch)
  - T-62 - Tăng hạng trung
- Tăng hạng nặng
  - IS-10 - Tăng hạng nặng
- Tăng siêu nặng 
  - Obyekt 279 "Troyanov" - Tăng siêu nặng (Chỉ dành cho phần chơi chiến dịch)
- Xe bọc thép
  - BTR-40 - Xe bọc thép chở quân
- Xe tải
  - Ural-375D - Xe tải (Chỉ dành cho phần chơi chiến dịch)
- Xe hơi 
  - GAZ-69 - Xe trinh sát (Chỉ dành cho phần chơi chiến dịch)
- Máy bay
  - Antonov An-12 - Máy bay vận tải (Cắt cảnh & Chỉ dành cho phần chơi chiến dịch - Không thể điều khiển được)
  - Mikoyan-Gurevich MiG-15 - Máy bay tiêm kích (Cắt cảnh & Chỉ dành cho phần chơi chiến dịch - Không thể điều khiển được)
  - Tupolev Tu-95 - Máy bay ném bom hạng nặng (Chỉ dành cho phần chơi chiến dịch - Không thể điều khiển được)
- Trực thăng 
  - Kamov Ka-15 - Trực thăng trinh sát
  - Kamov Ka-25 - Trực thăng chiến đấu
  - Mil Mi-4 - Trực thăng chở lính nhảy dù và làm nhiễu âm
  - Mil Mi-6 - Trực thăng chở lính
  - Mil Mi-10 - Trực thăng chở khí tài
- Pháo binh 
  - B-4 Howitzer 203mm - Trọng pháo (Chỉ dành cho phần chơi chiến dịch)
  - D-1 Howitzer 152mm - Trọng pháo (Pháo kích & phần chơi chiến dịch đối với phiên bản cập nhật)
  - FlaK 18 - Pháo phòng không (Chỉ dành cho phần chơi chiến dịch)
  - Katyusha (BM-14 trên Studebaker US6) - Pháo tự hành
  - ISU-152 - Pháo tự hành (Chỉ dành cho phần chơi chiến dịch)
  - Skoda ST-I - Pháo tự hành chống tăng (Chỉ dành cho phần chơi chiến dịch)
  - ZU-23 - Pháo phòng không (Chỉ dành cho phần chơi chiến dịch)